# Osmia unca
Osmia unca är en biart som beskrevs av Michener 1937. Osmia unca ingår i släktet murarbin, och familjen buksamlarbin. Inga underarter finns listade i Catalogue of Life.